# Ratna Chuli
Der Ratna Chuli ist ein Berg im Himalaya an der Grenze zwischen Nepal und China.
Der 7035 m hohe Ratna Chuli befindet sich im Gebirgsmassiv Peri Himal. Der Berg liegt in einem in West-Ost-Richtung verlaufenden Bergkamm, der die Staatsgrenze sowie die Wasserscheide zwischen Yarlung Tsangpo im Norden und Marsyangdi im Süden bildet. 11,83 km weiter westlich befindet sich der 6889 m hohe Lugula Himal. Der nächsthöhere Berg, der 7126 m hohe Himlung Himal, befindet sich 11,27 km südöstlich.
1996 gelang einer japanisch-nepalesischen Expedition (Santa Bahadur Ale, Durga Bahadur Tamang, Tul Bahadur Tamang, Katsuhiko Sawada und Osamu Tanabe) die Erstbesteigung des Ratna Chuli über den Westgrat.